# Oliarus humeralis
Oliarus humeralis är en insektsart som beskrevs av Fowler 1904. Oliarus humeralis ingår i släktet Oliarus och familjen kilstritar.
Artens utbredningsområde är Guatemala. Inga underarter finns listade i Catalogue of Life.